# Чирибим-чирибом
Чириби́м, чирибо́м (на идише טשיריבים-טשיריבאָם) — песня на идише о еврейском празднике Пурим. Выражение "чирибим, чирибом" не имеет конкретного значения на идише, иврите или каком-либо ином языке. На русский язык песня была переведена в 2009 году (переводчик Ольга Аникина).

## Текст и перевод
| Текст на идише טשיריבים-טשיריבאָם ,לאָמיר זינגען,קינדערלעך,א זמרל צוזאַמען .א ניגעלע ,א פֿרײלעכער,מיט װערטעלעך װאָס גראַמען די מאַמע קאָכט א לאָקשן זופּ מיט קאַשע און מיט קנײדלעך .קומט דער יום-טובֿ פּורים,װעלן מיר שפּילן זיך אין דרײדלעך …טשיריבים-טשיריבאָם אַמאָל איז אונדזער רביניו געגאַנגען אונטער װעגן .מיטאַמאָל הײבט אָן צופּליוכען און גיסן א רעגן «!שרײַט דער רבי צו דער כמאָרע:«הער אױף, גיסן װאַסער …זײַנען אַלע חסידים טרוקענע אַרױס,נאָר !נאָר דער רבי איז אַרױס א נאַסער …טשיריבים-טשיריבאָם ,מען זאָגט אַז אין דעם שטעטל כעלעם לעבן נאָר נאַרונים אױב מיר זענען די קלוגע האָבן מיר א שײנעם פּנים ,די כעלמער לאכן טאָג און נאַכט אַױף צו להכעיס, די גזלנים ?!נו,זאָג זשע,װער איז נאַריש אין װער זענען די חכמים | Транслитерация Ломир зингэн киндэрлэх а зэмэрл цузамэн а нигэлэ а фрейлэхэр мит вэртэлэх вос грамэн. Ди мамэ кохт а локшн зуп мит кашэ ун мит кнэйдлэх кумт дэр ёнтэв пурим, вэлн мир шпилн зих ин дрэйдлэх. Чирибим, чирибом. Амол из ундзэр рэбэню гэгангэн унтэр вэгн митамол хэйбт он цуплюхн ун гисн а рэгн. Шрайт дэр рэбэ цу дэр хморэ хэраф, гисн васэр! зайнэн алэ хсидим трукэнэ аройс, нор... Нор дэр рэбэ из аройс а насэр. Чирибим, чирибом. Мэн зогт аз ин дэм штэтл Хэлэм лэбм нор нароним Ойб мир зэнен ди клугэ хобм мир а шэйнэм поним ди хэлмэр лахн тог ун нахт Аф цэлохэс, ди газлоним Ну, зог же вэр из нариш, ун вэр зэнэн ди хахомим!? Чирибим, чирибом | Перевод Давайте, детки, запоем все вместе песенку, Веселенький напевчик, со словечками рифмами. Мама варит суп с лапшой, с клёцками и с кашей, Придет праздник Пурим, будем мы играться волчками(юла). Чирибим, чирибом… Когда-то наш ребе шел по дороге. Вдруг откуда ни возьмись начинает лить дождь. Кричит наш ребе туче: «Прекрати лить воду!» Все хасиды вышли сухими — только Ребе полностью промок Чирибим, чирибом… Говорят в местечке Хэлэм, живут только дураки. Если были бы мы умны, были бы у нас красивые лица. Хэлмерцы хохочут день и ночь, назло разбойники. Ну, скажи же кто глупцы, и кто здесь мудрецы!? Чирибим, чирибом |

Поэтический перевод

Чирибим чирибом 

Чирибим бом бом бом бом бо-бом

Чирибим чирибом 

Чирибим бом бом бом-бом

Я вчера у нас в местечке песенку услышал

Воробьи сидят по веткам голуби по крышам

Мама варит суп с лапшой и кнелики с пореем

В праздник мир цветной волчок вертится быстрее

Чирибим чирибом 

Чирибим бом бом бом бом бо-бом

Чирибим чирибом 

Чирибим бом бом бом-бом

Жил на свете мудрый ребе каждый день молился

Он сказал нам будто с небом он договорился

Без зонта гулять пошёл вышел из калитки

Всё местечко хоть бы что а он промок до нитки

Есть одно местечко Хелем там и днём и ночью 

Дураки поют и пляшут над собой хохочут

Ну а мы всё время ноем что ж нам делать братцы

Кто дурак из нас кто умный вот бы разобраться
Автор перевода Аникина, Ольга Николаевна
Звучание поэтического перевода